# Wijnbeoordelingssysteem

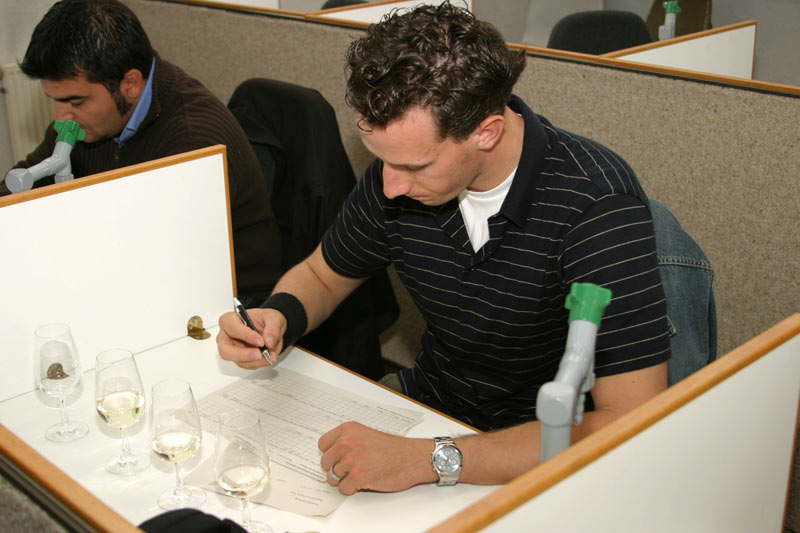
Het analytisch beoordelen van wijn

Met een wijnbeoordelingssysteem kan een wijndeskundige/wijnbeoordelaar - zoals een oenoloog, wijncriticus of sommelier - kenmerken van een bepaalde wijn verzamelen, beschrijven, classificeren en vervolgens er een waardeoordeel over vellen ten behoeve van de markt.
Het classificeren van wijn naar smaakbeleving middels een wijnbeoordelingssysteem, is daarom iets anders dan het classificeren van wijn door middel van herkomstbenamingen en andere gestelde wettelijke eisen.

## Geschiedenis
In het verleden werd wijn beoordeeld middels proefnotities. De auteurs maakten gebruik van meer of minder complexe wijnvaktaal. Sinds de jaren 60 is de wijnmarkt steeds meer internationaal geworden en geïnteresseerde wijndrinkers krijgen een steeds grotere verscheidenheid aan wijnen uit nieuwe wijngaarden en wijnhuizen aangeboden.
Als koophulp voor de consument ontstonden de eerste wijn-beoordelingssystemen, die de aandacht van de consument moest vestigen op interessante wijnen. Al snel boekten deze systemen succes vanwege de niet zo gemakkelijk vergelijkbare producten. De wijncriticus Robert Parker heeft daar een belangrijke rol in gespeeld door het systeem populair te maken. Het was nu mogelijk om op relatief overzichtelijke manier honderden - of soms wel duizenden - wijnen te classificeren naar kwaliteit in de zin van smaakbeleving.

## Proeverij

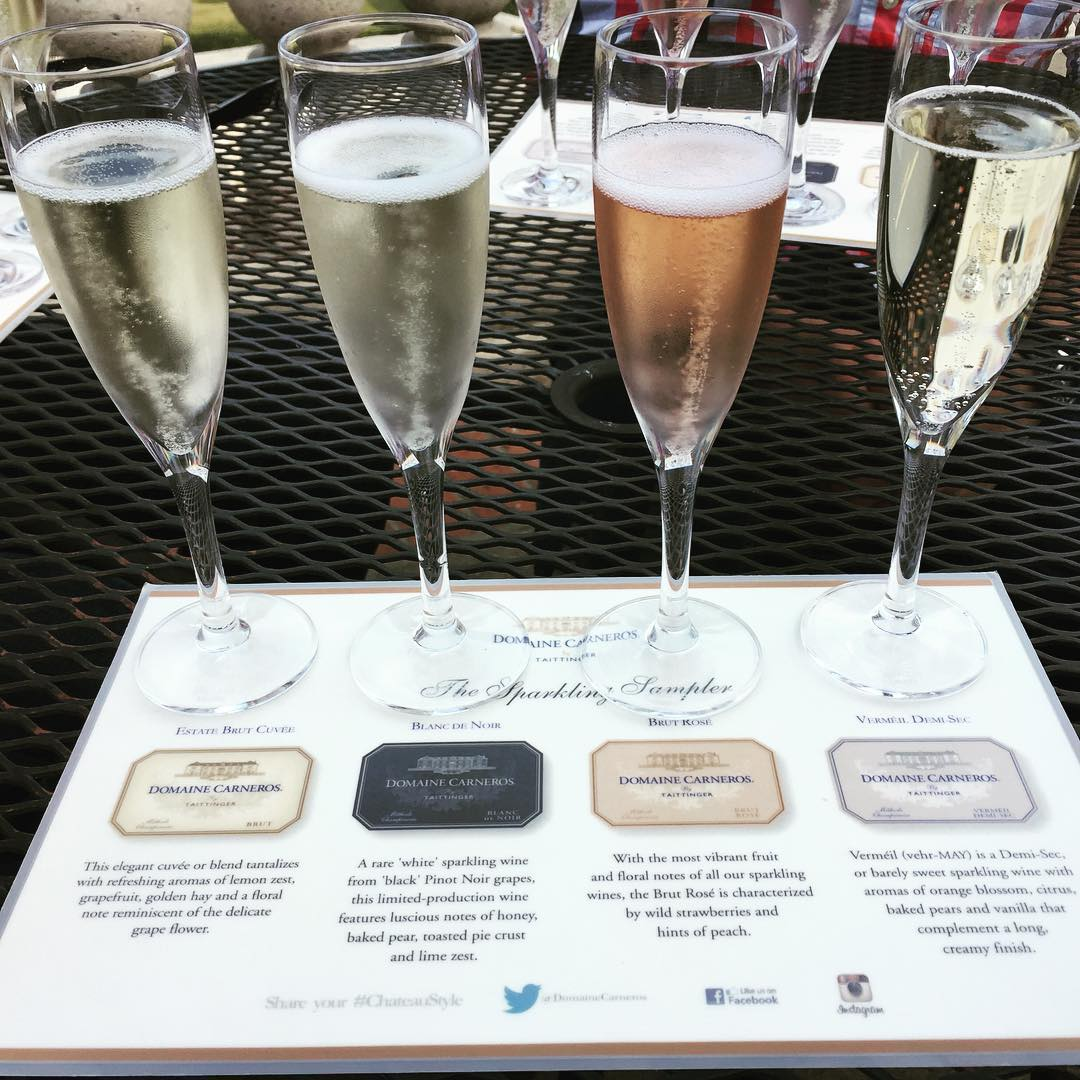
Wijnproeverij op Domaine Carneros.

De resultaten van een proeverij volgen na sensorische analyse waaronder proeven, al dan niet in een blindproefopstelling. Mogelijk kan men gebruikmaken van gestandaardiseerde procedures, zoals het inzetten van het wijnproefglas en een bepaald puntensysteem.
Wijncritici als Jancis Robinson en Michael Broadbent gebruiken een systeem op een schaal van 5 of 20 punten. Met name het 5-puntensysteem wordt veel gebruikt in de vorm van sterren. De Italiaan Gambero Rosso en het Franse Guide Hachette reduceerden deze schaal tot 3 sterren. Dan is het louter een vermelding dat een wijn beter is dan gemiddeld. Een algemene beoordeling wordt dan niet gegeven.
Sinds de jaren 80 wordt steeds vaker het 100-puntensysteem van Robert Parker toegepast. Deze worden onder meer gebruikt in de Engelstalige magazines Wine Enthusiast, Wine Spectator, Wine Advocate en op grote wijnproeverijen zoals de AWC Vienna.
De verschillende puntensystemen maken het onderling vergelijken niet- of moeilijk mogelijk. Daarentegen is het toekennen van punten of sterren - ongeacht welk systeem - een belangrijk marketing argument in de wijnhandel. Hiermee zal het ook invloed hebben op kwaliteitsontwikkeling en controle in de wijnbedrijven zelf.

## Punten- en sterrensystemen
Het 1- en 3-sterren systeem wordt vooral toegepast in het lage- en midden marktsegment.
De 5-sterren-, 20- en 100-puntensystemen vooral bij grotere proeverijen in meestal het hogere marktsegment.

### 1-stersysteem
Eén ster of geen ster wordt gebruikt als systeem in een vooraf bepaalde prijsklasse. De wijn krijgt een ster wanneer zij goed gemaakt is. Dit vaak na de toetsing van één of enkele beoordelaars, handelaren of schrijvers zoals in de tegenwoordig populaire wijnalmanakken en gidsen.

### 3-sterrensysteem
De criteria kunnen per proeverij of vakhandel anders uitgelegd worden. Ruwweg komt het erop neer,
- 1 ster - een goede wijn voor de prijs waarvoor het wordt aangeboden
- 2 sterren - een goede wijn met een zeer goede prijs/kwaliteit verhouding
- 3 sterren - een bijzonder goed gemaakte wijn voor relatief weinig geld

### 5-sterrensysteem
Het beoordelen met een 5-sterrensysteem is gebaseerd op de drie criteria van geur, smaak en harmonie. Soms worden er in plaats van sterren ook wel wijnglaasjes weergegeven.
- 1 ster - bevat veel fouten
- 2 sterren - voldoende
- 3 sterren - goed
- 4 sterren - zeer goed
- 5 sterren - excellent

### 20-puntensystemen

#### Frans
Het Franse 20-puntensysteem wordt nog veel gebruikt in Europa. De evaluatie is gebaseerd op de volgende criteria:
- Kleur: fouten, niet mooi - 0 punten / in orde - 1 punt / briljant - 2 punten
- Helderheid en zuiverheid: stoffig, mat, dof - 0 punten / helder, zuiver - 1 punt / kristal-helder, briljant - 2 punten.
- Geur (parfum, bloemen boeket): geen waarneembare geur, slecht en bedorven - 0 punten / zwak, diffuus - 1 punt / aantrekkelijk, schoon, zuivere tonen- 2 punten / zeer goed, evenwichtig, geurig, fijn - 3 punten / karakteristiek , uiterst fijne en sterk - 4 punten.
- Smaak (body, extract, zoetheid, zuren, tannine): bedorven, slecht - 0 punten / geen wijnsmaak afwijkend - 1 punt / leeg, dun, weinig expressie - 2 punten / sterk - 3 punten / zuivere tonen, expressief - 4-5 punten / full-bodied, aromatisch, rijk, vol karakter - 6 punten / stijl, uitstekend, perfect - 7 punten.
- Algemene indruk (harmonie, finesse, afwerking): slecht, conflictueus - 0 punten / korte afdronk, weinig harmonieus - 1 punt / goede algemene indruk - 2-3 punten / middellange tot lange afdronk evenwichtig, typisch, delicaat - 4 punten / lange afdronk, fijn, zeer harmonieus, grote wijn - 5 punten.

De basiswaarde van de wijnbeoordeling is 0 punten en daarmee het laagst mogelijke. De afzonderlijke punten van kleur, helderheid, geur, smaak en algemene indruk worden bij elkaar opgeteld en genoteerd als eindcijfer. Op officiële proeverijen worden de details van de afzonderlijke criteria echter zelden openbaar gemaakt.

#### COS
Hetzelfde geldt voor het 20-puntensysteem dat bekendstaat onder de naam COS. COS is afgeleid van de Latijnse woorden, Color (kleur, helderheid), Odor (geur) en de Sapor (smaak). De criteria zijn als volgt gedefinieerd:
- Color - uiterlijk, kleur, helderheid, met een maximum van 2 punten, ¨
- Odor - geur met een maximum van 6 punten
- Sapor - smaak, met een maximum van 8 punten

Daarnaast krijgt het voor de algemene indruk maximaal 4 punten.
In het COS-systeem wegen de criteria geur en smaak dus sterker dan het eerder genoemde Franse 20-puntensysteem.
Voor beide 20-puntensystemen geldt dat een wijn met een score van 10 punten of minder wordt beschouwd als niet in orde. Tussen 10 en 12 punten, niet bevredigend. Van 12 tot 14 punten wordt zij als goed beschouwd en tussen 14 en 16 punten als zeer goed. Vanaf 16 punten spreekt men van echt mooie wijnen en vanaf 18 punten van topkwaliteit.

### 100-puntensysteem

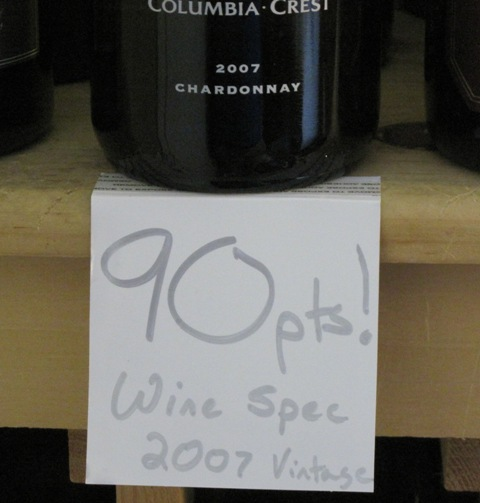
Verkopers van wijn gebruiken de toegekende punten voor een wijn graag als verkoopargument.

Het inmiddels wereldbekende 100-puntensysteem is tegenwoordig vrij algemeen in gebruik. Het wordt ook wel het Amerikaans puntensysteem genoemd. De populariteit van deze schaal kan komen vanwege de vergelijking met andere 100-puntensystemen of toepassing van percentages zoals bij veel (internationale) scholen, opleidingen en beoordelingen.
Hoewel, de basiswaarde die een wijn in dit puntensysteem krijgt is minimaal 50. Onder deze 50 punten namelijk is een wijn niet de moeite waard om te worden beoordeeld.
Bij die 50 punten komen er maximaal 5 punten bij voor het uiterlijk, 15 voor de geur, 20 voor de smaak en 10 voor de algemene indruk.
Wijn met een totaal score van 50-75 punten wordt aangemerkt als zwak, 75-79 als gemiddeld, 80-84 goed, 85-89 als zeer goed en van 90-95 buitengewoon goed. Van 95-100 wordt een wijn als opmerkelijk groots beschouwd.

## Kritiek
Wijn beoordelen door middel van getallen roept kritiek op. In grote lijnen kan er wel een selectie gemaakt worden, maar een uitgebreide omschrijving ontbreekt. De toegekende punten doen zich vaak voor als absolute uitspraak van kwaliteit. Het is nu eenmaal erg lastig te omschrijven hoe een wijn smaakt, en dit zal door een ieder anders worden ervaren. Ook al maakt men gebruik van het voor proefnotities gebruikte vakjargon, het vertelt alleen iets over de eigenschappen van een wijn en niet hoe de wijn exact gaat smaken. Hierom kan dit leiden tot verkeerde interpretaties. Bij mensen die niet professioneel hiermee te maken hebben ontstaan vaak problemen met het begrijpen van wijnbeschrijvingen zoals die worden gebruikt in de professionele journalistiek, of bij proeverijen. Met name de symbolische concretisering van de wijnterminologie kan een bron van irritatie zijn.